# ریچارد اکسل

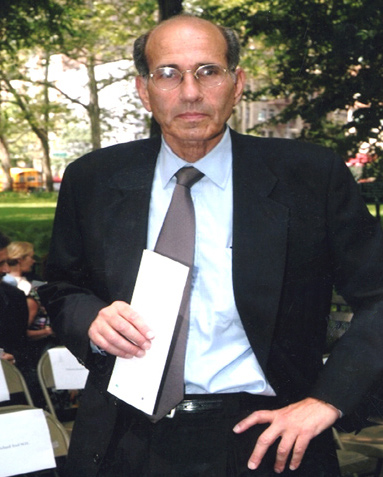
اکسل در سال ۲۰۰۸

ریچارد اکسل (به انگلیسی: Richard Axel) (زاده ۲ ژوئیه ۱۹۴۶) زیست‌شناس مولکولی اهل ایالات متحده آمریکا است که به‌خاطر کار روی دستگاه بویایی به‌همراه لیندا باک، در سال ۲۰۰۴ برنده جایزه نوبل فیزیولوژی و پزشکی شد.